# Poyales del Hoyo
Poyales del Hoyo é um município da Espanha na província de Ávila, comunidade autónoma de Castela e Leão, de área 3,29 km² com população de 631 habitantes (2004) e densidade populacional de 191,79 hab/km².

## Localização
Localiza-se no sul da província de Ávila.
| Noroeste: Arenas de San Pedro | Norte: Arenas de San Pedro | Nordeste: Arenas de San Pedro |
| Oeste: Arenas de San Pedro    |                            | Este: Arenas de San Pedro     |
| Sudoeste: Arenas de San Pedro | Sul: Arenas de San Pedro   | Sudeste: Arenas de San Pedro  |

## Demografia
| Variação demográfica do município entre 1991 e 2004 | Variação demográfica do município entre 1991 e 2004 | Variação demográfica do município entre 1991 e 2004 | Variação demográfica do município entre 1991 e 2004 |
| --------------------------------------------------- | --------------------------------------------------- | --------------------------------------------------- | --------------------------------------------------- |
| 1991                                                | 1996                                                | 2001                                                | 2004                                                |
| 828                                                 | 769                                                 | 660                                                 | 631                                                 |